# Autruy-sur-Juine
Autruy-sur-Juine é uma comuna francesa na região administrativa do Centro, no departamento Loiret. Estende-se por uma área de 27,23 km². Em 2010 a comuna tinha 703 habitantes (densidade: 25,8 hab./km²).